# Rickenbacker
Rickenbacker International Corporation, ili samo Rickenbacker, je američka tvrtka poznata kao prva na svijetu koja je proizvela električnu gitaru 1932. godine. Sjedište tvrtke je grad Santa Ana iz Kalifornije. 
Rickenbacker je najveći proizvođač gitara u Sjedinjenim Američkim Državama.

## Povijest tvrtke
Tvrtku pod imenom Ro-Pat-In Corporation osnovali su 1931. godine Adolph Rickenbacker i George Beauchamp, kao tvrtku za proizvodnju i prodaju prvenstveno - električnih havajskih gitara koje je projektirao Beauchamp, uz pomoć Paula Bartha i Harryja Watsona dvojice zaposlenika tvrtke National String Instruments Corporation. 
Ovaj glazbeni instrument nazvan u slangu metalna tava zbog dugog vrata i kružnog tijela je prva  električna gitara punog tijela (solid body). Ove gitare imale su velike pickupe s elektromagnetima oblika konjskih potkova, a od početka proizvodnje 1939. godine, napravljeno je nekoliko tisuća ovakovih gitara.
Od samog početka tvrtka Electro String je uz svoje modele električnih gitara u paketu prodavala i pojačala koja je projektirao losangeloski proizvođač radio aparata Van Nest. Isti dizajner je projektirao i pojačalo Electro String, da bi ubrzo nakon toga tvrtka je uposlila i inženjera Ralpha Robertsona na prokjektiranju i razvoju pojačala 1940-ih godina.

## Osnutak
Povijest današnje tvrtke Rickenbacker Guitar Corporation otpočela je s dva čovjeka, s George Beauchampom i Adolphom Rickenbacherom.
George Beauchamp bio je violinist, solo gitarist i glumac u vodviljima iz 1920-ih koji je silno želio da se njegova gitara bolje čuje u velikim orkestrima s kojima je uobičajeno nastupao.
Njegov prvi pokušaj bio je napravljen uz pomoć graditelja violina i izumitelja Johna Dopyera; to je bila gitara opremljena velikim rogom koji je trebao pojačati zvuk ( poput tadašnjih gramofona), rezultat je bio neuspjeh.
Sljedeći pokušaj bio je - ugradnja aluminijske rezonantne kutije s tri rupe ispod mosta gitare. Rezultat je bio takav da se Beauchamp toliko oduševio te je nagovorio Dopyera da otpočne proizvoditi takva glazbala. Dopyer je 9. travnja, 1927. patentirao trokonusnu gitaru, a zatim je s braćom otpočeo proizvodnju tog glazbala u svojoj losangeloskoj trgovini nazvavši ga Nationals.
26. siječnja, 1928. godine osnovana je tvrtka  National String Instrument Corporation koja je proizvodila trokonusne gitare, mandoline, ukulele i tenor gitare (gitare s četiri žice). 
Adolph Rickenbacher je rođen u Švicarskoj 1886. godine, nakon smrti roditelja odselio se u Sjedinjene američke države rođacima u Los Angeles.
1925. godine Adolph Rickenbacker je s dva partnera osnovao tvrtku Rickenbacker Manufacturing Company, koja je  1927. godine izdala prve dionice (postala dioničko društvo). U tom vremenu se udružio s Georgom Beauchampom i počeo proizvoditi metalna tijela za instrument  Nationals koje je proizvodila tvrtka  National String Instruments Corporation, uskoro je Rickenbacker postao njihov dioničar.
Na nesreću desila se velika kriza 1929. i linija glazbenih instrumenata tvrtke National počela se slabo prodavati, Rickenbacker je ionako bio nezadovoljan proizvodom Johna Dopyera te je raskinuo posao s Nationalom i osnovao novu tvrtku  Dobro Manufacturing Corporation (1929.) (tvrtka se kasnije nazvala Dobro Corporation, Ltd). Dobro Corporation, Ltd počela je proizvoditi liniju glazbenih instrumenata s vlastitom rezonantnom kutijom koju su nazvali - Dobro. Tada su počeli i pravni problemi oko prava na proizvod između tvrtki National i Dobro. Sve je to dovelo do želje jednog dijela uposlenika da razviju novi proizvod - električnu gitaru.
Pri kraju 1920-ih, bilo je raznih pokušaja da se proizvedu električni žičani instrumenti poput bendža, violine i gitare, tako da su već razvijeni pojedini prvi primjerci pickupa (elektromagneta) za te instrumente.
George Beauchamp je eksperimentirao s električnim pojačalima već od 1925. godine, ali prvotni uspjesi s mikrofonima nisu ga zadovoljili. Kako su problemi u tvrtci National postojali veći, Beauchamp je počeo ozbiljnije eksperimentirati s pickupima, pohađao je dodatnu nastavu iz elektotehnike i intenzivno surađivao s uposlenikom Nationala Paulom Barthom. 
Kad je protutip električnog pickupa (elektromagneta) bio konačno na zadovoljavajući način napravljen, Beauchamp je zamolio bivšeg graditelja glazbala iz Nationala Harryja Watsona da napravi vrat i tijelo instrumenta na koju se nova elektronika treba staviti. Pri kraju 1931. godine, Beauchamp, Barth, Rickenbacker uz još neke kolege osnovali su Ro-Pat-In Corporation (kao igru riječi od electRO-PATent-INstruments) tvrtku za proizvodnju i prodaju električnih glazbenih instrumenata. Udarni proizvod tvrtke bila je tek projektirana A-25 havajska gitara, zatim Lap steel guitar (metalna električna gitara) uz električne španjolske gitare s pripadajućim pojačalima. Od ljeta 1932. tvrtka Ro-Pat-In, počela je s proizvodnjom aluminijske inačice gitare, kao i s proizvodnjom manjeg broja električnih španjolskih gitara drvenog tijela. Sličnih onima iz tvrtke National iz Chicaga. Ovi instrumenti su preteča onog što mi danas poznajemo kao električna gitara. Ro-Pat-In bila je prva tvrtka na svijetu koja se specijalizirala za proizvodnju električnih instrumenata. 1933. godine tvrtka Ro-Pat-In promijenila je ime u Electro String Instrument Corporation, a svoje proizvode jednostavno nazvala  Electro. 1934. godine dodano je ime Rickenbacher u počast osnivaču tvrtke Adolphu Rickenbackeru. Od 1935. godine tvrtka je objavila nekoliko novih modela gitara, između ostalog Model B električnu španjolsku gitaru, za koju se drži da je prva električna gitara punog tijela ( solid body). 
1958. godine Rickenbacker je izbacio na tržište Capri seriju poluakustične gitare, koja je kasnije postala slavna kao Serija Rickenbacker 300.
1963. godine tvrtka je razvila električnu gitaru s 12 žica, s inovativnim mehanizmima za zatezanje žica (na glavi gitare standarne dužine tako je stalo svih 12 mehanizama.

## Rickenbacker gitare i rock and roll iz 1960-ih
1960-ih je Rickenbacker izuzetno profitirao pojavom sastava The Beatles koji su u svom početku svirali na nekoliko
Rickenbackerovih gitara. Prvu Rickenbacker gitaru 325 Capri, kupio je 1960. godine tada nepoznati  John Lennon u Hamburgu.
1963. godine George Harrison iz sastava Beatles kupio je Model 425, za vrijeme tadašnje kratke turneje po Americi. U veljači 1964. Harrison je dobio od tvrtke svoju drugu Rickenbacker gitaru protutip Modela OS 360/12 FG, električnu gitaru s 12 žica koja je postala ključni instrument za tadašnji Beatlesovski zvuk s albuma  A Hard Day's Night, kao i kasnijih pjesama iz pozne 1964.
Nakon 1965. Paul McCartney je često koristio, osobito kod snimanja Rickenbacker bass 4001S FG, zbog boljeg zvuka od svog dotadašnjeg violinskog Hofnera. 
Zbog iznimne popularnosti Beatlesa Rickenbacker gitare su postale vrlo popularne među gitaristima iz  1960 -ih. 
Tako su na rickenbacker gitarama svirali; Mike Pender iz sastava The Searchers, Roger McGuinn iz  The Byrds, Brian Jones iz Rolling Stonesa, Pete Townshend iz The Who, Pete Watson iz The Action, Carl Wilson iz Beach Boys, Jerry McGeorge iz  Shadows of Knight, Paul Kantner iz Jefferson Airplane, John Fogerty iz Creedence Clearwater Revival, Al Nichol iz The Turtles i Steppenwolf.
Po prestanku britanske invazije prestala je i popularnost rickenbacker gitara, osim bas-gitara koje su zadržale svoj status.

## Poznati modeli Rickenbacker gitara
- 325 - gitara od šest žica (uskog vrata), kojom se služio John Lennon.
- Rickenbacker 330 - gitara od šest žica, šupljeg rezonantnog tijela s dva pickupa.
- Rickenbacker 330/12 - inačica gitare 330 od dvanaest žica
- Rickenbacker 360 - luksuzna inačica modela 330, sa stereo izlazom
- Rickenbacker 360/12 OS - Inačica modela 360 od dvanaest žica. Rickenbacker je nazvao tu gitaru Najpopularnija električna gitara na svijetu od dvanaest žica. Ovaj model je svjetski poznatim učinio George Harrison.
- 370/12 - Model sličan 360/12, s trećim pickupom.
- 620, 620/12 i 660/12 - Gitare punog tijela (daske)
- Rose, Morris 1996 - britanska eksportna inačica modela 325
- Rose, Morris 1997 i 1998 (inačica s tri pickupa) - britanska eksportna inačica modela 335 i 345
- Rose, Morris 1993 - britanska eksportna inačica modela 360/12

- 4000 - rana električna bas-gitara, izvorni model proizveden 1957.  godine s jednim pickupom
- Rickenbacker 4001 - Rickenbackerova najpopularnija bas-gitara.
- 4003 - Na izled ista ali poboljšana inačica modela 4001

## Vanjske poveznice
- Službene stranice tvrtke Rickenbacker  Arhivirana inačica izvorne stranice od 1. prosinca 2007. (Wayback Machine)
- "Rođen za rock" izložba gitara u londonskom Harrodsu, ožujak 2007  Arhivirana inačica izvorne stranice od 3. siječnja 2008. (Wayback Machine)